# Carlo Romano (oboista)
Carlo Romano (Roma, 24 luglio 1954) è un oboista italiano.
Celebre per aver suonato la famosa colonna sonora del film Mission.

## Biografia
Carlo Romano nasce nel 1954 a Roma e compie gli studi musicali presso il Conservatorio di Santa Cecilia, studiando pianoforte, armonia e diplomandosi in oboe con il massimo dei voti nella prestigiosa scuola di Giuseppe Tomassini.
È stato docente di oboe presso il Conservatorio dell'Aquila e tiene regolarmente, in Italia e all'estero, masterclasses in qualità di esperto del suo strumento.
È stato dal 2015 al 2018 membro nel Consiglio di Amministrazione del Conservatorio "Giuseppe Verdi" di Torino, nominato dal Ministero dell'Istruzione, dell'Università e della Ricerca per chiara fama.
Vincitore di più concorsi di primo Oboe solista, ha fatto parte dell'Orchestra del Teatro Carlo Felice di Genova e collaborato con prestigiose orchestre italiane (Orchestra dell'Accademia Nazionale di Santa Cecilia, Orchestra del Maggio Musicale Fiorentino, Filarmonica della Scala). 
Ha fatto parte di più complessi tra cui il Quintetto Romano e l'Orchestra Roma Sinfonietta.
Dal 1978 ha fatto parte dell'Orchestra Sinfonica di Roma della RAI e, dal 1994 al 2018, dell'Orchestra Sinfonica Nazionale della RAI a Torino, dove ha ricoperto il ruolo di 1° Oboe solista titolare e dove gli è stato riconosciuto lo spessore professionale e artistico relativo alla professione svolta. 
Considerato dal pubblico e dalla critica come uno dei migliori oboisti italiani, è stato l'oboista preferito dal Maestro Morricone. 
Inizia nel 1974 la collaborazione con Ennio Morricone con cui ha tenuto concerti in tutto il mondo e con lui ha inciso musiche da camera e numerose colonne sonore (su tutte Amleto (film 1990) con la regia di Franco Zeffirelli).

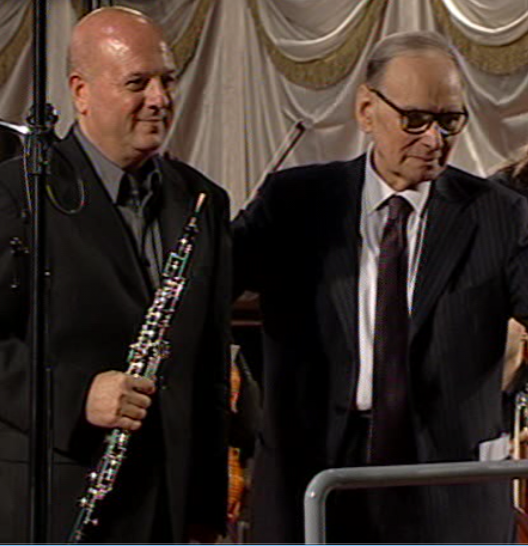
Il Maestro Carlo Romano e il Maestro Ennio Morricone durante un concerto

Grande virtuoso dell'oboe svolge, parallelamente all'Orchestra, un'intensa attività cameristica in diverse formazioni soprattutto in qualità di solista.
A lui sono state dedicate molte composizioni da autori contemporanei tra cui il M° Ennio Morricone che ha scritto appositamente un brano per gruppo da camera e il M° Roberto Bacchini che ha scritto la Romanza per Oboe e archi a lui dedicata.
L'8 settembre del 1990, presso l'Auditorium del Foro Italico di Roma con l'Orchestra Sinfonica di Roma della RAI, il Maestro Ennio Morricone diresse, per la prima volta in assoluto in concerto Euroradio, le sue musiche da film: il Maestro Carlo Romano eseguì in quell'occasione, in prima mondiale assoluta, il brano di "Gabriel's oboe", dal film The Mission.

## Vita privata
È padre di Chiara Romano, nata nel 1985.
Nel 2018 a Bergamo sposa Irene Lanfranchi.

## Discografia
- Mozart-Strauss: concerti per oboe e orchestra (Videoradio Classic)
- Mozart: quartetto per oboe ed archi KV 370 - Quintetto per oboe ed archi KV 406 (Videoradio Classic)
- Mozart-Rossini: Serenata in si bemolle maggiore KV 361 - Gran Partita e serenata per piccolo complesso (Videoradio Classic)
- Trii di Beethoven per due oboi e corno inglese (Videoradio Classic)
- Peter Maag conduct Mozart - sinfonia concertante K 297B (Arts Music)
- Mozart: Sinfonia concertante in Mib Maggiore KV 297B - Concerto in Do maggiore KV 314 (Videoradio Classic)
- Mozart-Beethoven: quintetti per fiati e pianoforte (Forum studios)
- Bruno Nicolai: Quattro odi di Orazio e divertimento per otto strumenti (Edipan)
- Quintetto Romano: Hindemith Ibert Rossini Milhaud (Edipan)
- Ravinale Jointly: But... After love what comes? per oboe e corno (RCA)
- Ennio Morricone: musiche da camera (RCA)
- Ennio Morricone: premio Nino Rota 1995 - musiche da films - Gabriel's Oboe (CAM)
- Ennio Morricone: we all love - musiche da films - Gabriel's Oboe (Sony&BMG)

## Riconoscimenti
L'Associazione Musicale Internazionale "G. Verdi" di Sabaudia (LT) nell'anno 2007 gli conferisce un prestigioso premio alla carriera di Oboista.
A luglio del 2018 Matino (LE), gli conferisce il premio "Matino città della Musica".
A dicembre del 2018, nel Castello di Pietrarubbia (PU) gli viene riconosciuto il premio alla carriera.
Il 1 ottobre 2022 ha ricevuto dal dott. Carlo Masci, sindaco della città di Pescara, il premio alla carriera.

## Opere
Il Suono dell'anima - Biografia di un artista, ed. Artenoteca 2020

## Partecipazioni a documentari e trasmissioni
- Nel 2009 ha partecipato al documentario Superquark di Piero Angela su RAI1 dedicato alla costruzione dell'ancia
- Nel 2013 ha partecipato alla trasmissione Petruska condotta da Michele Dall'Ongaro su RAI5 dove è stato intervistato per la storia del suo strumento (oboe)
- Nel 2020 ha partecipato al documentario "Orchestra RAI. Storia di un bene comune" su RAI5 che ripercorre 60 anni di oneri e onori, dai tempi dell'Eiar alla sua fondazione, avvenuta nel 1994 a seguito della fusione di quattro orchestre e tre cori.